# Neta Aya

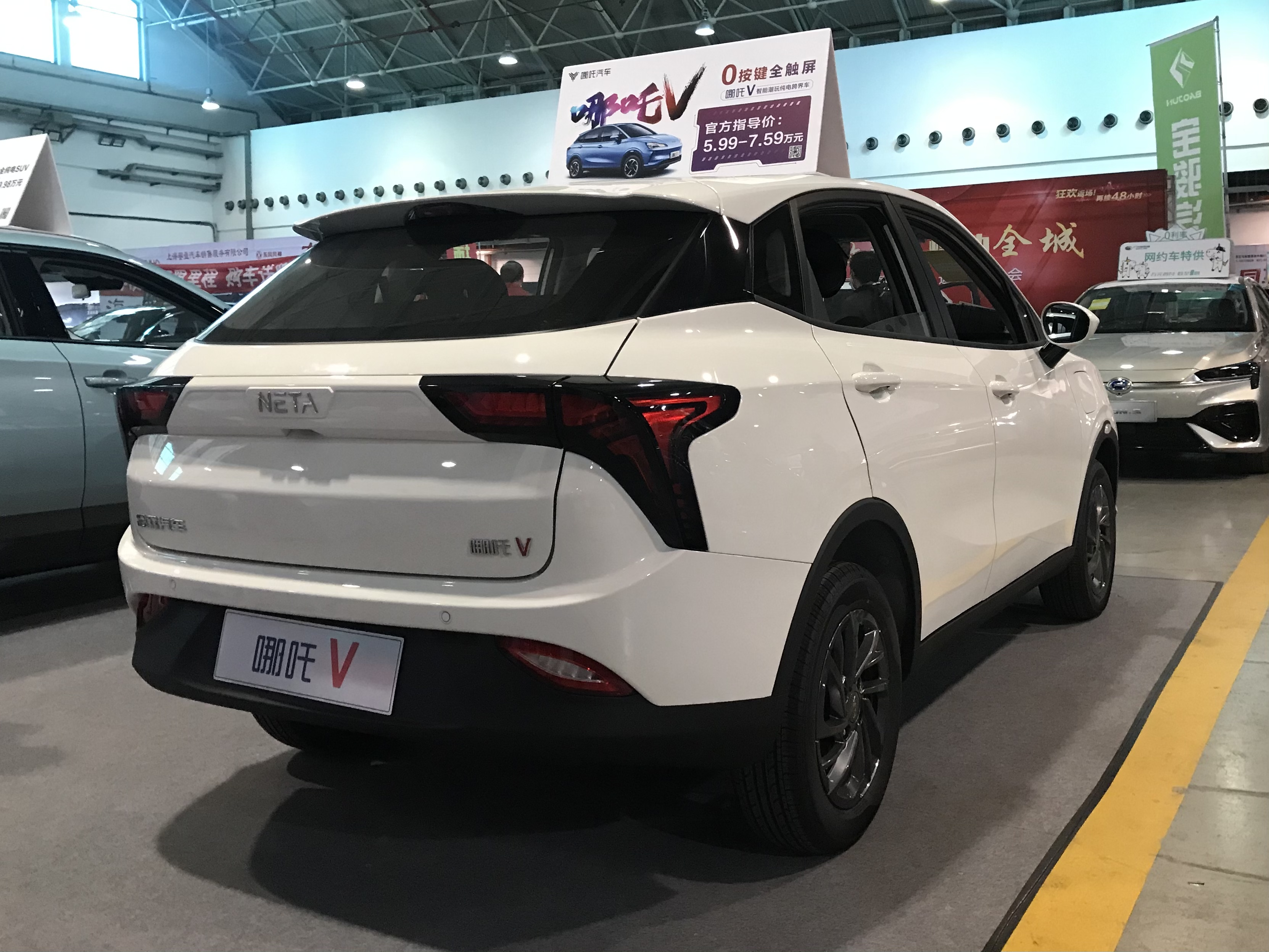
Вид сзади

Neta Aya (кит. 哪吒Aya; пиньинь Nézhā Aya) — субкомпактный электромобиль-кроссовер, выпускаемый китайской компанией Hozon Auto под брендом Neta (Nezha). До августа 2023 года автомобиль назывался Neta V.

## Описание
Neta V был запущен в производство в 2020 году. Он базируется на платформе HPC 3.0, на которой также базируется Neta U, и приводится в движение электродвигателем мощностью 75 л. с. и крутящим моментом 175 Н⋅м. Двигатель питается от литий-ионного аккумулятора с запасом хода 401 км по циклу NEDC. До 50 км/ч автомобиль разгоняется за 3,9 секунд.
Конкурентом автомобиля по интерьеру является Tesla Model Y. Neta V выпускается в единственной комплектации Pro и модификациях Long Endurance Smart Fun и Long Endurance Smart Enjoy. Цены варьируются от 76 900 до 80 900 юаней.
В августе 2023 года автомобиль прошёл рестайлинг и стал называться Neta Aya. Продажи начались 3 августа 2023 года.